# Sudd
Sudd (arabsky سد ‎) je rozlehlý mokřad v Jižním Súdánu, který je napájen Bílým Nilem. Pojmenování odkazuje na rozlehlý pevný plovoucí ostrov vegetace. Oblast je jedním z největších mokřadů na světě a největším sladkovodním mokřadem v povodí Nilu. Táhne se od Mongally kolem soutoku Bílého Nilu se Sobatem k Malakalu a na západ podél Bahr el-Ghazalu. Mělká a plochá vnitrozemská delta se nachází mezi 5,5. a 9,5. stupněm severní zeměpisné šířky a zabírá plochu dlouhou 500 km z jihu na sever a 200 km z východu na západ.